# Julien Antomarchi
Julien Antomarchi est un coureur cycliste français né le 16 mai 1984 à Marseille, professionnel de 2011 à 2021.

## Biographie
Julien Antomarchi naît le 16 mai 1984 à Marseille en France. Originaire du quartier de la Pomme à Marseille, il commence le cyclisme en 2001 dans le club local, le VC La Pomme Marseille.
En 2009, il est engagé comme stagiaire chez Skil-Shimano. Non retenu par l'équipe continentale professionnelle néerlandaise à l'issue de son stage, il continue en 2010 au Vélo Club La Pomme Marseille. 
Il passe professionnel en 2011, dans l'équipe continentale VC La Pomme Marseille. Il signe sa première victoire en tant que coureur professionnel (ainsi que celle de la structure La Pomme Marseille) lors de la deuxième étape du Tour du Haut-Var devant Thomas Voeckler qui le laisse gagner mais s'impose au classement général,. C'est un puncheur.
En 2012, Julien Antomarchi est membre de l'équipe américaine Type 1-Sanofi. 
Il revient dans la formation La Pomme Marseille en 2013 et se classe second du Mzansi Tour en Afrique du Sud après en avoir remporté la première étape.
À la fin de la saison 2014, il s'adjuge la quatrième étape du Tour de Hainan devant les coureurs italiens Andrea Palini et Niccolò Bonifazio. Cette victoire lui permet de s'emparer de la tête du classement général pendant une journée,. Antomarchi s'impose de nouveau trois jours plus tard et reprend la maillot de leader. Au terme de la neuvième et dernière étape, il remporte le classement général de ce Tour de Hainan,. Non conservé par les dirigeants de la formation La Pomme Marseille malgré ces trois victoires, il signe un contrat en faveur de l'équipe continentale Roubaix Lille Métropole.
Durant l'été 2015, il gagne le prologue du Tour Alsace et devient le premier leader de cette course. Ses dirigeants renouvellent son contrat à la fin de la saison.
En 2017, il se classe troisième du Circuit des Ardennes international.
Au premier semestre 2018, il remporte la quatrième étape du Tour de Bretagne, son premier succès depuis plus de deux ans. En juin, il se classe cinquième du championnat de France du contre-la-montre et s'adjuge le Grand Prix de la ville de Nogent-sur-Oise quelques semaines plus tard. En août, il termine septième du Tour Poitou-Charentes après avoir porté le maillot de meilleur grimpeur de cette course.
En 2019, il se classe neuvième des Quatre Jours de Dunkerque et des Boucles de la Mayenne puis monte sur la troisième marche du podium du championnat de France du contre-la-montre en compagnie de Benjamin Thomas et Stéphane Rossetto.
En août 2020, il se classe huitième du championnat de France du contre-la-montre remporté par Rémi Cavagna.
Se retrouvant sans contrat, il arrête sa carrière à l'issue de la saison 2021.

## Palmarès et classements mondiaux

### Palmarès par années
| - 2002 - Tour des Pays d’Olliergues et d’Arlanc : - Classement général - 3e étape (contre-la-montre) - Tour PACA juniors - 2004 - Classement général du Tour des Deux-Sèvres - 2006 - 1re étape du Tour de la Somme - 2e étape du Circuit de Saône-et-Loire - Gara Ciclistica Milionaria - Milan-Rapallo - 2007 - Grand Prix de Peymeinade - Tour de Moselle : - Classement général - 3e étape - 3e des Boucles du Tarn - 2008 - 2e étape des Trois jours de Vaucluse - 4e étape du Tour de Bretagne - 2e de la Polymultipliée lyonnaise - 3e du Tour de Bretagne - 2009 - 2e étape du Circuit de Saône-et-Loire - 3e étape du Tour Alsace - Grand Prix Souvenir Jean-Masse - 2010 - Circuit de l'Adour - Ronde du Pays basque - 2e étape du Kreiz Breizh Elites - 4e étape du Ronde de l'Oise - Grand Prix de Bavay - 2e de La Durtorccha | - 2011 - 2e étape du Tour du Haut-Var - 2e du Cinturó de l'Empordà - 2e du Tour du Haut-Var - 3e de Paris-Camembert - 2013 - 1re étape du Mzansi Tour - 2e du Mzansi Tour - 2014 - Tour de Hainan : - Classement général - 4e et 7e étapes - 2015 - Prologue du Tour Alsace - 3e du Tour des Pays de Savoie - 2017 - 3e du Circuit des Ardennes international - 2018 - 4e étape du Tour de Bretagne - Grand Prix de la ville de Nogent-sur-Oise - 3e du Tour de Bretagne - 2019 - 3e du championnat de France du contre-la-montre - 2024 - 2e du championnat de France sur route masters 3 (40-44 ans) |  |

### Classements mondiaux
| Année                                 | 2006 | 2007 | 2008 | 2009 | 2010 | 2011 | 2012 | 2013 | 2014 | 2015 | 2016 | 2017 | 2018 | 2019 | 2020  | 2021  |
| ------------------------------------- | ---- | ---- | ---- | ---- | ---- | ---- | ---- | ---- | ---- | ---- | ---- | ---- | ---- | ---- | ----- | ----- |
| Classement mondial                    |      |      |      |      |      |      |      |      |      |      | 793e | 565e | 331e | 764e | 1560e | 1545e |
| UCI Europe Tour                       | 273e | nc   | 415e | 942e | 389e | 52e  | 833e | 468e | 491e | 140e | 503e | 315e | 167e | 555e | 1162e | 1088e |
| UCI Asia Tour                         | nc   | nc   | nc   | nc   | nc   | nc   | nc   | nc   | 9e   | nc   | nc   | nc   | nc   |      |       |       |
| UCI Africa Tour                       | nc   | nc   | nc   | nc   | nc   | nc   | nc   | 37e  | nc   | nc   | nc   | nc   | nc   |      |       |       |
|                                       |      |      |      |      |      |      |      |      |      |      |      |      |      |      |       |       |
| Légende : nc = non classéSource : UCI |      |      |      |      |      |      |      |      |      |      |      |      |      |      |       |       |